# Maker's Mark
Maker's Mark è la distilleria e del Bourbon whiskey che si produce a Loretto, nel Kentucky.

## Storia
La distilleria che produce il Maker's Mark è situata a Loretto, in Kentucky. La produzione ebbe inizio nel 1954, dopo l'acquisto di T. William Samuels della distilleria "Burks Distilery", costruita da George R. Burks nel XIX secolo. Samuels decise di creare una nuova ricetta per un whisky più amabile ma, non potendo permettersi di invecchiare il distillato per molti anni, decise di fare le proporzioni in modo simile alle ricette per fare il pane lievitato. La ricetta del tipo di pane scelto, stranamente, non conteneva alcuna segale (la quale è tradizionalmente presente nel mosto alla base della maggior parte di bourbons, oltre al granoturco che costituisce l'ingrediente principale), ma dell'orzo e del grano. La distilleria di Loretto nel Kentucky è stata inserita sul National Register of Historic Places (il registro nazionale dei luoghi storici degni di conservazione), il 31 dicembre 1974, ed è stata indicata nel National Historic Landmark (una ristretta lista di siti di interesse storico nazionale), il 16 dicembre 1980, elencato come Distilleria Burks. È inoltre stata inserita nell'American Whiskey Trail, un'iniziativa per il turismo culturale del Consiglio dei distillati di alcoolici in collaborazione con il supporto della Historic Mount Vernon.
La prima bottiglia di Maker's Mark fu venduta nel 1958 ed era sigillata con della cera rossa che caratterizzava e caratterizza tuttora le bottiglie di questo Bourbon. Il marchio Maker's Mark è stato acquisito dal gruppo Fortune Brands nel 2005 in occasione della divisione del gruppo britannico di Allied Domecq con il gruppo Pernod Ricard, e facendo diventare la Fortune Brands la maggiore rappresentante del mercato del Bourbon negli Stati Uniti e nel mondo (il gruppo detiene inoltre parte la marca Jim Beam).

## Caratteristiche
Contrariamente alla maggior parte dei whisky, Maker's Mark non viene invecchiato a lungo: viene imbottigliato quando i distillatori principali lo giudicano pronto, ma in ogni caso dopo almeno due anni (la durata d'invecchiamento necessario per la denominazione straight bourbon). Durante l'invecchiamento nell'apposita struttura, i barili vengono continuamente spostati dai piani inferiori verso i piani superiori e viceversa per beneficiare delle differenze di temperature, un metodo tradizionale nelle fabbriche di Bourbon, ma ormai abbandonata da numerose distillerie perché giudicata troppo costosa. Il Bourbon Maker's Mark è venduto in bottiglie dalla forma particolare, vagamente cubica nella loro parte inferiore e singolarmente sigillate a mano con cera rossa nella parte superiore. Il bourbon venduto negli Stati Uniti e ha un grado alcolico di 45º, ma esiste una varietà di 50º e 75º, sigillata con cera dorata e venduta soltanto su alcuni mercati d'esportazione. Maker's Mark commercializza anche, in occasione del Derby del Kentucky, il Maker's Mark Mint Julep, un prémix (deve il suo nome all'inglese premixed "mescolato in anticipo") a 33º (la cui bottiglia è sigillata di cera verde) che riproduce un cocktail party tradizionale del Sud America a base di bourbon e di menta.

## Nel mondo dello spettacolo
- Local H è una band musicale grunge, costituita da Scott Lucas (cantante, chitarra solista, chitarra basso e percussioni) e da Joe Daniels (batteria); nel 2002, in accordo con il marchio Maker's Mark, ha pubblicato l'album Whatever Happened to P.J. Soles?. La canzone Buffalo Trace include la lirica Eight hours to get to Heaven Hill/Head down - due south - past Louisville/Don't stop until the bourbon still/Parker says we can drink our fill (Otto ore per arrivare a Heaven Hill/Poi giù - verso il sud - oltre Louisville/Non fermarti finché c'è del bourbon/Parcker dice che possiamo bere a sazietà).
- Il marchio Maker's Mark compare spesso nei film Sam Raimi:
  - nel film Spider-Man, Norman Osborn, è nella sua mano destra prima che parli a se stesso nello specchio;
  - nel film Spider-Man 2, può essere visto quando Harry Osborn sta raggiungendo la lama con cui che progetta di Spiderman;
  - nel film Spider-Man 3, una bottiglia con il marchio Maker's Mark viene gettata nel camino da Harry durante la lotta nella quale Peter sfigura Harry.
- Nel film Elizabethtown del 2005, Claire Colburn (interpretata da Kirsten Dunst) porta una t-shirt color rosso papavero con il marchio Maker's Mark.
- Nelle canzoni F*cked Up e in Three 6 Mafia's Roll With It, di Lil Wyte's, il marchio Maker's Mark viene usato in una strofa da Juicy J.
- Nell'album Avoid One Thing della SideOneDummy Records, nella canzone Lean on Sheena (ed anche in The Bouncing Souls nell'album Gold Record), viene citato il marchio in una strofa, Better yet, don't forget, leave the keys on the t.v. set Hoping you're gone for the corner bar Here we are after dark Knocking back the Maker's Mark Scrounging up the dollars from my buddy's car.
- La rock band australiana degli You Am I ha realizzato il brano in versione acustica di Jaimmes Got A Girl nell'album Berlin Chair. Questa versione è stata chiamata Jaimme (Maker's Mark Version), dopo la scoperta di questo whisky durante il loro tour negli Stati Uniti.
- Nel film Juno del 2007, la protagonista, in visita a casa dei futuri genitori adottivi del bambino di cui è incinta, chiede scherzosamente un Maker's Mark (nella versione italiana è semplicemente tradotto con un whisky).

• Nella serie televisiva Shameless, quando Gas Pfender raggiunge Fiona al Patsy’s Pie, chiede alla protagonista la firma sui documenti del divorzio e le porge una bottiglia di Maker’s Mark infiocchettata con un fiocco rosso.